# Femke Van den Driessche
Femke Van den Driessche (Asse, 27 augustus 1996) is een Belgische voormalige veldrijdster. Ze werd in 2015 Europees kampioene bij de beloften. Deze titel werd haar afgenomen, nadat ze in januari 2016 in opspraak kwam bij de wereldkampioenschappen veldrijden doordat in een van haar fietsen een motortje werd aangetroffen.

## Biografie

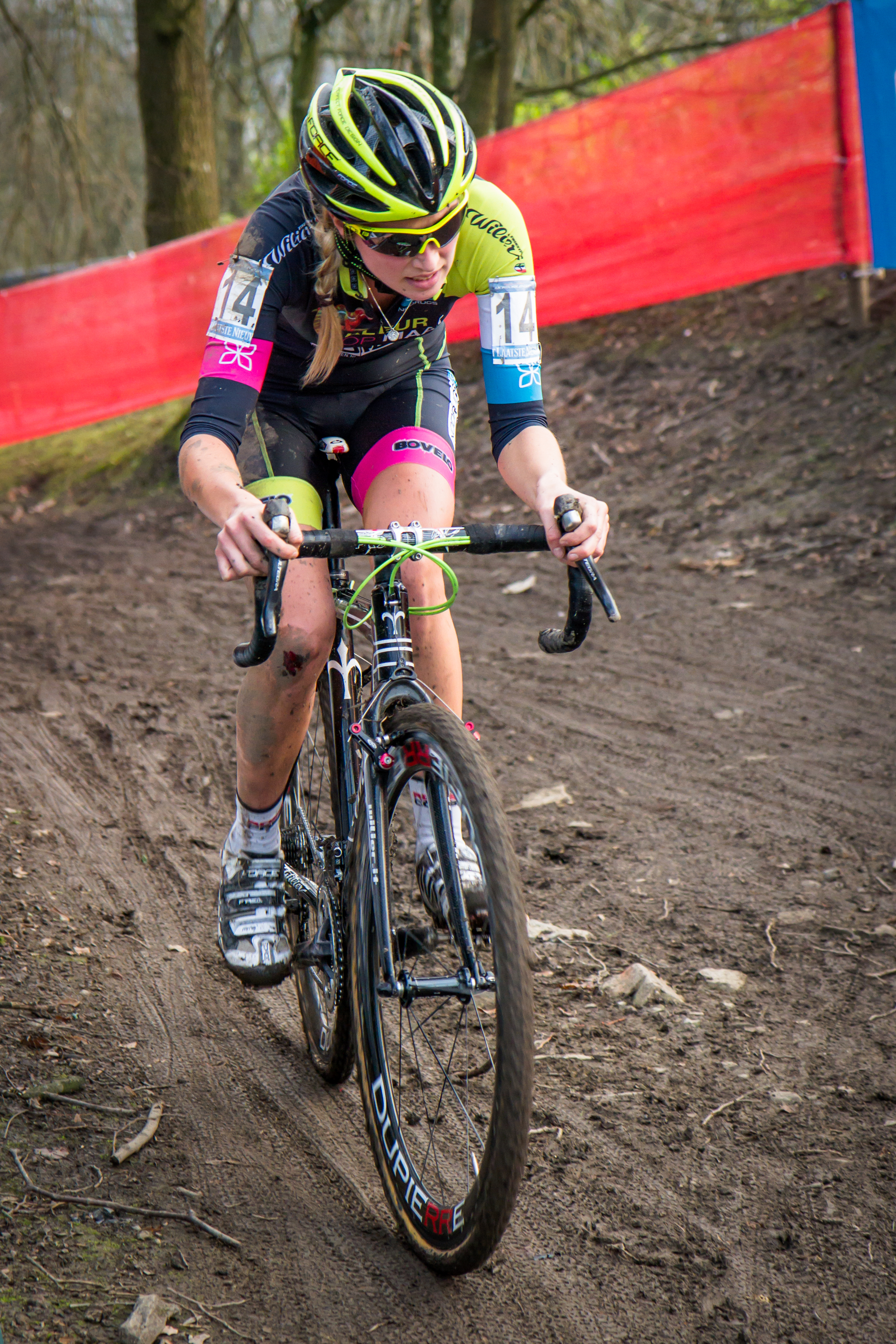
Van Den Driessche tijdens de wereldbekerwedstrijd in Namen op 20 december 2015.

Op het Belgisch kampioenschap veldrijden van 2011 won ze goud bij de meisjes. Twee jaar later won ze in diezelfde categorie het nationaal kampioenschap cross-country. In 2015 won ze goud op het Europees kampioenschap in de beloftencategorie. Op de Belgische kampioenschappen veldrijden 2016 won ze de titel bij de beloften, de eerste keer dat die categorie werd verreden bij de vrouwen.
Sinds het seizoen 2012/13 neemt ze af en toe deel aan losse wedstrijden in het seniorencircuit en van de superprestige. Vanaf 2015 reed ze ook wedstrijden in de wereldbeker en in 2015 werd ze elfde bij de elite tijdens het Belgisch kampioenschap.
Tijdens het wereldkampioenschappen veldrijden 2016 was Van den Driessche als Belgisch en Europees kampioene een van de favorieten bij de beloften. Bij de start schoot Van den Driessche uit haar klikpedaal en verderop in de race kreeg ze een kettingbreuk, waardoor ze te voet verder moest. Ze stapte in de slotronde uit de race toen ze op de elfde positie reed.
Na de race kwam Van den Driessche in opspraak doordat de UCI mechanische fraude had vastgesteld in een van haar fietsen. Het rijwiel bleek te zijn uitgerust met een elektrisch motortje. Het bevond zich in de trapas en er liep elektrische bedrading tot aan het zadel. Ze heeft tijdens de race niet op die fiets gereden.
Van den Driessche ontkende dat het een van haar fietsen was. In haar eerste reactie na het voorval gaf Van den Driessche tegenover Sporza aan dat het ook niet haar bedoeling was geweest op die fiets te rijden: Die fiets is van een vriend van mij. Hij heeft hem na vorig seizoen van mij gekocht. Het is identiek dezelfde fiets als waar ik mee rijd. Die vriend heeft het parcours verkend met mijn broer en had de fiets tegen de vrachtwagen gezet. Een van mijn mecaniciens moet gedacht hebben dat het mijn fiets was en heeft die schoongemaakt en meegenomen.
De UCI en de Belgische wielerbond stelden een onderzoek in. De UCI was voornemens haar levenslang te schorsen en een geldboete van 50.000 Zwitserse Frank op te leggen. 
Op 14 maart 2016 maakte Van den Driessche bekend haar wielerloopbaan met onmiddellijke ingang te beëindigen en haar verdediging stop te zetten. Op 26 april legde de UCI haar een schorsing van zes jaar en een boete van 20.000 Zwitserse Frank op. Al haar uitslagen vanaf 11 oktober 2015 werden met terugwerkende kracht geschrapt, inclusief de Belgische en Europese titel. De Europese titel voor beloften werd in september 2016 alsnog aan Maud Kaptheijns toegewezen.

## Overwinningen

### Veldrijden
| Categorie | Seizoen   | Wereldbeker | Superprestige | GvA Trofee | WK  | EK | BK     | Overige | Totaal aantal zeges |
| --------- | --------- | ----------- | ------------- | ---------- | --- | -- | ------ | ------- | ------------------- |
| Junioren  | 2010-2011 |             |               |            |     |    | Goud   |         | 1                   |
| Junioren  | 2011-2012 |             |               |            |     |    |        |         | 0                   |
| Junioren  | 2012-2013 |             |               |            |     |    | Zilver |         | 0                   |
| Junioren  | 2013-2014 |             |               |            |     |    | Zilver |         | 0                   |
| Junioren  | Totaal    | 0           | 0             | 0          | 0   | 0  | 1      | 0       | 0                   |
| Elite     | 2014-2015 |             |               |            |     |    | 11e    |         | 0                   |
| Beloften  | 2015-2016 |             |               |            | DNF | DQ | DQ     |         | 0                   |
|           |           |             |               |            |     |    |        |         |                     |
| Totaal    | Totaal    | 0           | 0             | 0          | 0   | 0  | 1      | 0       | 1                   |

### Mountainbike
| Categorie | Seizoen | Aantal          | OS | WB | BK     | WK | EK |
| --------- | ------- | --------------- | -- | -- | ------ | -- | -- |
| Junioren  | 2013    | 2 overwinningen |    |    | Goud   |    |    |
| Junioren  | 2014    | 0 overwinningen |    |    | Zilver |    |    |
|           |         |                 |    |    |        |    |    |
| Totaal    | Totaal  | 2 overwinningen | 0  | 0  | 1      | 0  | 0  |